# Dan
Dan (段 dan?) es la denominación de una parte de los niveles del sistema de graduación dankyuisei. El carácter dan (段 dan?) significa 'paso, escalón, nivel' (esta última es la acepción más generalizada) y en este sistema se refiere a la categoría profesional o de maestro.
El sistema dankyuisei fue creado en Japón originalmente para ser el estándar de la graduación del juego de mesa go. Luego fue adaptado para su uso en los gendai budō por Jigorō Kanō, que lo utilizó en judo y su escuela de artes marciales, el Instituto Kodokan. Posteriormente fue introducido en algunos videojuegos y otras artes marciales de Japón como karate, kendo, kobudō, aikidō, ninjutsu; luego también por los demás sistemas de artes marciales modernas de otros países como Corea, los Estados Unidos, etc.

## Historia
El sistema dan fue inventado por Honinbo Dosaku, jugador profesional de go durante el período Edo.

### Artes marciales
Los rangos dan y los cinturones de colores fueron aplicados a las artes marciales por Jigorō Kanō fundador del judo.
Hasta 1883, no había una diferenciación externa entre mudansha (aquellos que aún no habían conseguido completar la graduación Kyu) respecto de yūdansha (rangos entre cinturones negros. Cuando Kano otorgó el rango shodan (el rango Dan más bajo) a dos de sus alumnos Shiro Saigo y Tsunejiro Tomita.
Quienes comenzaron llevar su yūdansha con un "cinturón negro" (obi en japonés). Estos "cinturones" no eran como los actuales cinturones de los karateka y jūdōka, sino que sus estudiantes aún practicaban en kimono. Luego inventaría el jūdōgi como uniforme de judo.
Este sistema sucede a los grados kyu (sistema de graduación inferior) y comienza otorgándose el cinturón negro, y se dice que poseen "rango" o "nivel" Dan. 
Existen otros sistemas de asignación de rangos en las artes marciales japonesas, siendo el más antiguo en ellos el sistema menkyo.

#### Artes marciales japonesas
De primer a quinto Dan se utiliza un cinturón negro, de sexto a octavo este es de color blanco/rojo y noveno y décimo dan es de color rojo; aun así es práctica habitual en judo que los danes a partir de sexto utilicen el cinturón negro como el que corresponde a su dan, tanto en Japón como en el resto del mundo. Y los nombres de los grados resultan de una palabra compuesta del número de grado más "Dan":
1. Shodan: Primer grado.
2. Nidan: Segundo grado.
3. Sandan: Tercer grado.
4. Yondan: Cuarto grado.
5. Godan: Quinto grado.
6. Rokudan: Sexto grado.
7. Nanadan: Séptimo grado.
8. Hachidan: Octavo grado.
9. Kudan: Noveno grado.
10. Judan: Décimo grado.

#### Artes marciales coreanas
En las artes marciales coreanas como el taekwondo, el color del primer dan suele ser negro y se agregan las barras doradas o blancas por cada Dan, a medida que el practicante avanza.
Pero en algunas como el Tang Soo Do y el Soo Bakh Do Jinsil Jung Do, el cinturón para cuarto Dan suele tener una franja roja a lo largo.
Algunas escuelas excepcionalmente no utilizan el color negro en absoluto, más bien el "Azul Medianoche".